# Ишунин, Михаил Никитич
Михаил Никитич Ишунин (1884—1957) — советский архитектор, городской архитектор Краснодара и Ростова-на-Дону.

## Биография
Родился в 1884 году в Судже в семье местного купца. Окончил Институт гражданских инженеров в 1916 году.
В августе 1916 года М.Н. Ишунин по вольному найму поступил инженером в Отдел зернохранилищ Российского Государственного Банка. В октябре 1917 организация была эвакуирована в Екатеринодар.
С 1920 остался в Краснодаре. Работал в Краснодаре строил в основном коммунальные дома. В течение работы в Краснодаре занимал следующие должности: старший архитектор в строительном отделе Кубчерсовнархоза, городской архитектор при отделе благоустройства г. Краснодара, главным инженером Краснодарской строительной конторы «Коммунстрой», заместителем начальника «Госстройконтроля» при окружном исполкоме г. Краснодара, главным инженером Краснодарского отделения «Севкавтяжстроя». В станицах Краснодарского края строил больницы. В 1920—1923 преподавал в Кубанском политехническом университете, Кубанском сельскохозяйственном институте и Всероссийском институте жировой промышленности.
В 1933 году был принят в Союз архитекторов СССР.
В 1933 переехал в Ростов-на-Дону. До 1937 года был городским архитектором. Скончался 15 сентября 1957 года.

## Проекты и постройки
- 1925 — Инфекционный корпус в 1-й Краснодарской больнице
- 1926 — Больница в станице Усть-Лабинской
- 1927 — Больница в станице Каневской[1]
- 1927 — Коммунальный дом на пересечении улиц Красной и Гоголевской (ныне ул. Гоголя 66) в Краснодаре
- 1927 — Коммунальный дом на пересечении улиц Пушкина и Седина в Краснодаре (ныне ул. Седина 11)
- 1929 — Коммунальный дом на пересечении улиц Советской и Рашпилевской в Краснодаре (ныне ул. Советская 35)
- 1929 — Больница в Сальске
- 1931 — Больница в станице Тихорецкой
- 1932 — Коммунальный дом на пересечении улиц Красной и Пашковской (ныне ул. Красная, 93) в Краснодаре
- 1932 — Жилой дом на улице Почтовой (ныне ул. Постовая, 69) в Краснодаре.
- 1934 — Интерьер для гостиницы «Интурист» в Ростове-на-Дону.
- 1939 — Четырехэтажный жилой дом для рабочих завода им. Димитрова в Таганроге.

Коммунальный дом в Краснодаре на улице Красной

## Память
- В честь Архитектора Ишунина в Краснодаре названы улица и переулок в Прикубанском внутригородском округе.